# Партија националне коалиције (Финска)
Партија националне коалиције (фин. Kansallinen Kokoomus r.p., скраћено Kok.; швед. Samlingspartiet r.p., скраћено Saml.) је либерална конзервативна политичка партија у Финској основана 1918. године.
До 2011. је Партија националне коалиције била једна од три највеће странке у Финској, заједно са Партијом центра и Социјалдемократском партијом. Партија своју политичку платформу темељи на „слободи и одговорности појединца, једнакости, западној демократији и економском систему, хуманим начелима и бризи.“ Странка је позната по проевропском опредељењу те је чланица Европске народне партије (ЕПП).
1990-их и 2000-их је на парламентарним изборима редовно добивала око 20% гласова. Након избора 2011. је постала најјача странка у финском парламенту.